# Estación Laboulaye
Laboulaye es una estación ferroviaria ubicada en la localidad del mismo nombre, Departamento Presidente Roque Sáenz Peña, Provincia de Córdoba, República Argentina. 

## Servicios
Por sus vías corren trenes de carga de la empresa estatal Trenes Argentinos Cargas.

## Historia
En el año 1886 fue inaugurada la estación, por parte del Ferrocarril Buenos Aires al Pacífico.